# Détroit de Carquinez

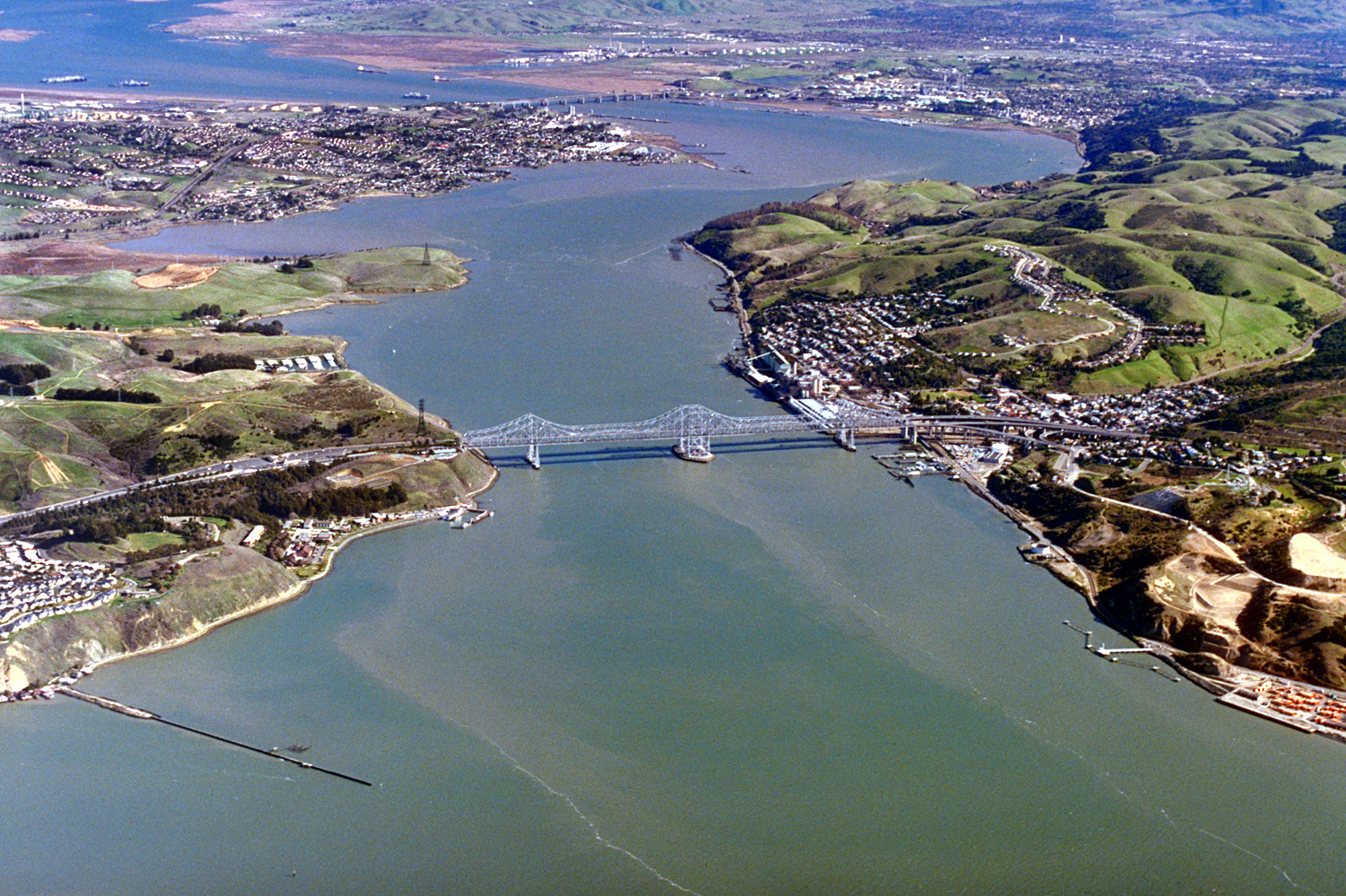
Vue aérienne du Carquinez Strait en direction de l'est. Au premier plan, le Carquinez Bridge ; à l'arrière plan le Benicia-Martinez Bridge.

Le détroit de Carquinez (en anglais : Carquinez Strait) est un étroit passage maritime reliant la baie de Suisun, qui reçoit les eaux des fleuves Sacramento et San Joaquin, avec la baie de San Pablo, au nord de la baie de San Francisco, en Californie (États-Unis). 

## Toponymie
Le nom du détroit provient des Karkins (en espagnol : Carquines), une division linguistique des Ohlones, les Amérindiens qui peuplaient autrefois les deux rives du détroit.

## Situation
Le détroit délimite en partie les comtés de Solano, au nord, et de Contra Costa, au sud. Il se trouve à environ 25 km au nord d'Oakland. Les villes de Benicia et de Vallejo se trouvent sur la rive nord, tandis que Martinez, Port Costa et Crockett se trouvent sur la rive sud. La Napa atteint le détroit en passant par le court Mare Island Strait, près de son entrée dans la baie de San Pablo.

## Ponts
Le détroit est traversé par deux ponts routiers : le Carquinez Bridge, sur lequel passe l'Interstate 80, et le Benicia-Martinez Bridge emprunté par l'Interstate 680. Les deux ponts routiers sont chacun composés de deux ouvrages construits à des dates différentes. L'Interstate 780 relie les deux autoroutes sur la rive nord du détroit. La route californienne no 4 (John Muir Parkway) fait de même au sud, mais à plusieurs kilomètres du détroit. Un pont ferroviaire, mis en service en 1930, traverse le détroit entre les deux ponts routiers qui constituent le Benicia-Martinez Bridge.

## Lignes électriques
Des lignes à haute tension supportées par des pylônes élevés traversent le détroit. Construite en 1901, la Carquinez Strait Powerline Crossing fut la première ligne électrique à haute tension construite au-dessus d'un important cours d'eau. Cette ligne de 60 kV était exploitée par la Bay Counties Power Company pour fournir du courant électrique à la ville d'Oakland. Les poteaux en bois étant exclus, on préféra une ligne aérienne à un câble sous-marin pour des raisons de fiabilité. Une tour en treillis de 68 m de haut fut ainsi élevée sur la rive nord et une autre de 20 m sur la rive sud.